# Thomas Lemagner
Pas d'image ? Cliquez ici
Thomas Lemagner, né le 6 février 2006, est un grimpeur français.

## Carrière
Thomas Lemagner est médaillé d'or en bloc aux Jeux européens de 2023 à Tarnów.
Il est également médaillé d'or en bloc à la coupe Européenne de bloc de Munich 2025